# バンブーイングリッシュ
バンブーイングリッシュ（英語: Bamboo English）は、連合国軍占領下の日本においてアメリカ軍関係者が用いた、英語ベースの言語である。ピジン語であるとみなされることもあるが、言語の特徴を分析する限り、安定した言語ではなく、前ピジン（pre-pidgin）ないしジャーゴンまじりの英語のようなものであったと考えられる。
朝鮮戦争中、バンブーイングリッシュはアメリカ軍兵士によって戦地の住民とのコミュニケーションの手段として用いられた。この際に、朝鮮語に由来する単語もいくらか移入されたが、依然としてほとんどは英語と日本語をベースとするものであった。在日米軍によって、沖縄県で用いられることもある。
「バンブーイングリッシュ」の名称は、アーサー・ノーマン（Arthur M. Z. Norman）による、同語についての論文ではじめて用いられた。

## 音韻論
バンブーイングリッシュにおいては、英語の母語話者と日本語の母語話者では、同じ単語であっても発音が異なる。たとえば、日本語話者は [n] [m] [ŋ] で終わらない英語由来の単語については、/o/ ないし /u/ といった母音を添加する。こうした音変化は英語話者にも規則の知識なしに採用されており、たとえば 「同じ」（same）は ”saymo-saymo” という。また、バンブーイングリッシュでは語尾に "ee" の音が添加されることがある。たとえば、"change" は "changee"、"catch" は "ketchee"、"speak" は "speakie" となる。
同様に、バンブーイングリッシュを用いる日本語話者は、日本語由来の語について、語末の母音を削除することで英語を模倣する。たとえば、「自動車」はバンブーイングリッシュにおいて "jidoš" となる。

## 形態論
バンブーイングリッシュの形態論に関する記録は非常に限定されている。
バンブーイングリッシュにおいて、複合語が存在したという記録はほとんどない。一方で、接辞についてはよく記録されている。たとえば、日本語に由来する接尾辞 "-san" は、"mama-san"、"baby-san" のように用いられた。「食べ物」（food）を意味する "chop-chop"、「悪い」（bad）を意味する "dame-dame"、「急ぐ」（hurry）を意味する "hubba-hubba" のように、畳語のような表現もしばしばみられるが、これらの語は単体では意味をなさないため、厳密な意味での重語ではない。

## 統語論
バンブーイングリッシュにはほとんど語形変化が存在せず、語彙も限定されていた。ゆえに、それぞれの語は複数の機能を有しており、名詞は動詞・形容詞・副詞としても用いられた。たとえば、「食べ物」（food）を意味する "chop-chop" は、「食べる」（to eat）の意味でも用いられた。ほかの例として、「早く」（quickly）を意味する "hayaku" は、「急ぐ」（to hurry up）の意味も有した。また、"sayonara" は、「不在である」（absence）と「取り除く」（to get rid of）の意味を、 "taksan" は、「多くの」（many）、「とても」（very）、「大きい」（large）といった意味を有した。

### 例文
Duke (1970), p. 170 には、以下の例文が記載される。
| バンブーイングリッシュ                                             | 翻訳 |
| ------------------------------------------------------------------ | --- |
| How much you speak, papa-san?                                      | 英語: Name your price 日本語: いくら払いますか？                                                                      |
| You number one washee-washee ketchee; number one presento hava-yes | 英語: If you do my washing satisfactorily, I'll pay you well 日本語: しっかり洗濯をしてくれたら、支払いははずみます。 |